# 寒川元政
寒川 元政（さんがわ もとまさ）は、戦国時代の武将。讃岐昼寝城主。

## 略歴
寒川元家の子として誕生。元政の頃は十河氏や安富氏と争っていた。大永3年（1523年）に安富盛方を撃退。大永6年（1526年）、十河景滋との戦いでは香川氏や香西氏らの援軍を得て伏兵と挟撃で打ち破り、十河氏の援軍であった三好元長を讃岐国境で撃破した。天文元年（1532年）、十河一存に池内城を攻められるが家臣の鴨部氏が敵陣を急襲し、一存を負傷させたが一存は何事もなかったかのように悠々と引き上げたため、「鬼十河」の異名を得たとされる。この後、室町幕府管領・細川晴元の仲介で和睦が成立した。
天文9年（1540年）には安富氏との戦いが激化し、元政は居城を池内城から昼寝城に移して同年9月に讃岐塩木において合戦を行うが勝敗がつかず、以降、約3年もの間、一進一退を繰り広げた。永禄5年（1562年）、教興寺の戦いでは十河一存や安富盛方らと共に三好長慶に属して勝利した。
元政の死後、家督は嫡子・元隣が継いだ。